# КК Левицки Патриоти
КК Левицки Патриоти (слч. BK Levickí Patrioti) је словачки кошаркашки клуб из Љевица. Тренутно се такмичи у Првој лиги Словачке и у Алпе Адрија купу.

## Историја
Клуб је основан 1941. године. У сезонама 2010/11. и 2017/18. освајао је национално првенство.
Од сезоне 2015/16. учесник је регионалног Алпе Адрија купа. У сезони 2017/18. стигао је до финала овог такмичења.

## Успеси

### Национални
- Првенство Словачке:
  - Првак (2): 2011, 2018.

### Међународни
- Алпе Адрија куп:
  - Финалиста (1): 2018.

## Познатији играчи
- Немања Ковачевић
- Синиша Штембергер